# Ząbrowo (Pomořské vojvodství)
Ząbrowo je vesnice na severu Polska, v Pomořském vojvodství. Žije zde 423 obyvatel. Administrativně patří do obce Stare Pole v Malborském okrese. Nachází se zde římskokatolická kaple sv. Vojtěcha.